# New Cross Gate (stacja kolejowa)
New Cross Gate – stacja kolejowa w Londynie w dzielnicy Lewisham. W systemie londyńskiej komunikacji miejskiej, należy do drugiej strefy biletowej. Obsługiwana jest przez naziemną sieć kolei w obrębie Wielkiego Londynu - London Overground oraz brytyjskiego przewoźnika kolejowego Southern, zapewniającego połączenia z London Bridge Station, Victoria Station i z południową dzielnicą Londynu Croydon (stacja West Croydon).